# Dstyle
『Dstyle』とは、静岡第一テレビにて、2021年4月2日から2024年3月29日まで放送されていた金曜午前の生放送情報番組である。

## 概要
2021年4月1日で終了した『しずプリ』の後番組。
番組キャッチコピーは「くらしをもっと美しく、Dstyle」
番組は「映画情報」「取材VTR」「お天気情報」（エンディングに10日間予報）で構成される。
金曜日以外に放送の5分枠番組は広告放送（いわゆる「インフォマーシャル」）である。
2024年3月29日の放送をもって番組は終了した（広告放送としての番組の放送は31日まで）。後番組は本番組と同一コンセプトの番組である『まるごとPLUS』（10:25 - 10:55）。

### 放送時間変更など
2022年3月25日・4月1日（金）は編成の都合上、5分番組の広告放送となる。
2023年5月19日は別番組（「G7広島サミット news every.特別版～戦争が起きている今、伝える平和～」）が編成される為、10:55 - 11:25に繰り下げて放送。
2023年10月27日は別番組（「every.しずおか特報 袴田巌さん 開かれた再審の扉』）が編成される為、10:25 - 10:50に繰り上げて放送。

## 出演者
- 松浦以外、Daiichi-TVアナウンサー（出演当時も含む）。

### 番組終了時点の出演者
- 垣内麻里亜（司会、2023年10月6日 - ）

2023年10月13日・12月15日・2024年3月8日・3月22日は澤井志帆、2024年1月5日は臼井佑奈が担当。
- 松浦悠真（気象予報士）

### ゲスト
- 岡田雄三（2023年6月9日、プロバスケットボールチーム「ベルテックス静岡」キャプテン。チームのB2昇格の報告に登場。

### 過去の出演者
| 期間      | 期間      | MC       | MC         |
| 期間      | 期間      | 男性     | 女性       |
| --------- | --------- | -------- | ---------- |
| 2021.4.2  | 2022.3.18 | 須藤駿介 | 鳥越佳那   |
| 2022.4.8  | 2023.9.29 | 須藤駿介 | 小澤瞳     |
| 2023.10.6 | 2024.3.29 | （不在） | 垣内麻里亜 |